# Jan Krol (acteur)
Jan Krol (Drouwen, 21 augustus 1962 – Harderwijk, 15 januari 2023) was een Nederlandse amateur-acteur.
Krol verwierf nationale bekendheid in Nederland door zijn rol als de jonge Bartje in de gelijknamige Nederlandse tv-serie die vanaf december 1972 door de NCRV werd uitgezonden. Hij speelde in de eerste vijf van de zeven afleveringen.
Na het behalen van zijn havo-diploma volgde Krol een hbo-opleiding jeugdwelzijnswerk in Leeuwarden. Na zijn studie werkte hij in een centrum voor epilepsiebestrijding en vervolgde hij zijn studie in Duitsland. In Weimar werd Krol leraar en richtte hij het schoolcircus van de Waldorfschule op. Later keerde hij terug naar Nederland om een opleiding tot clown te volgen in Amsterdam. Hij raakte betrokken bij de Stichting Anders Beleven (later: Het Beter Gezelschap), die zich richtte op het 'zintuiglijk prikkelen' van zorgpersoneel, en bij het in 2001 opgerichte internationale theatergezelschap Sign Dance Collective. Daarnaast was Krol werkzaam in de zorg en actief als freelance acteur en clown.
Krol overleed op 60-jarige leeftijd in een hospice in zijn woonplaats Harderwijk aan de gevolgen van een hersentumor die in december 2022 bij hem werd vastgesteld.
- International Standard Name Identifier: 0000 0003 9109 8164
- Nederlandse Thesaurus van Auteursnamen: 26444874X
- Virtual International Authority File: 284847768
- WorldCat: E39PBJgxjY4gCY7Y4Kmgj3WCcP